# Mycosphaerella eumusae
Mycosphaerella eumusae är en svampart som beskrevs av Carlier, M.-F. Zapater, Lapeyre, D.R. Jones & Mour. 2000. Mycosphaerella eumusae ingår i släktet Mycosphaerella och familjen Mycosphaerellaceae.   Inga underarter finns listade i Catalogue of Life.